# Filozofia marksistowska
Filozofia marksistowska – teorie i prace filozoficzne marksistów. W filozofii marksistowskiej istnieje podział na marksizm zachodni i filozofię radziecką.

## Powstanie filozofii marksistowskiej
W Związku Radzieckim zachowała całą swą pryncypialną wartość leninowska charakterystyka podstawowych cech procesu powstawania filozofii marksizmu. Karol Marks i Fryderyk Engels nie od razu stali się materialistami i komunistami, a tym bardziej twórcami materializmu dialektycznego i naukowego komunizmu. Na początku swej działalności Marks i Engels występują jako idealiści i rewolucyjni demokraci, przyłączając się do lewego skrzydła szkoły heglowskiej. Lenin wskazywał, że do pierwszych dzieł dojrzałego marksizmu należą dopiero Nędza filozofii i Manifest komunistyczny.